# Ruta de la Seda
La Ruta de la Seda es el nombre con que es conocida desde el siglo XIX una extensa red de rutas comerciales terrestres y marítimas, abiertas por China desde al menos el siglo I a. C., que conectaban la mayor parte del continente asiático con las islas del Sudeste Asiático, con el Mediterráneo europeo y con la costa oriental africana. Sus diversas rutas comenzaban en la ciudad de Chang'an (actualmente Xi'an), por entonces capital de China, pasando entre otras por Karakórum (Mongolia), el Paso de Khunjerab (China/Pakistán), Susa (Persia), el Valle de Ferganá (Tayikistán), Samarcanda (Uzbekistán), Taxila (Pakistán), Antioquía (Turquía), Alejandría (Egipto), Kazán (Rusia) y Constantinopla (actualmente Estambul, Turquía).
A partir del siglo XV y especialmente a partir de la ocupación de América por las monarquías europeas, se abrieron nuevas rutas a través de los océanos Atlántico y Pacífico, y se introdujeron nuevas mercaderías -en especial la plata americana- en el sistema comercial mundial, que se ensamblaron a la Ruta de la Seda, modificando parcialmente sus recorridos. El auge del Imperio británico y del comercio de opio, la colonización europea de África y Asia y la decadencia de China a partir de las guerras del Opio llevaron a una pérdida de importancia de la ruta y el comercio intraasiático, hasta comienzos del siglo XXI, cuando el resurgimiento económico de Asia Oriental y especialmente de China dio lugar a la emergencia de la llamada Nueva Ruta de la Seda.
Durante un tiempo se pensó que el término «Ruta de la Seda» fue creado por el geógrafo alemán Ferdinand Freiherr von Richthofen, quien lo introdujo en el tomo 1 de su obra China. Ergebnisse eigener Reisen und darauf gegründeter Studien (China. Resultados de mis viajes y estudios basados en ellos), publicado en 1877, pero un estudio reciente descubrió que el término se podía encontrar en textos anteriores. Debe su nombre a la mercancía más prestigiosa que circulaba por ella, la seda, cuya elaboración era un secreto que solo los chinos conocían. Muchos productos transitaban estas rutas: piedras y metales preciosos (diamantes de Golconda, rubíes de Birmania, jade de China, perlas del golfo Pérsico), telas de lana o de lino, ámbar, marfil, laca, especias, porcelana, vidrio, materiales manufacturados, coral, etc.
En junio de 2014, la Unesco eligió un tramo de la Ruta de la Seda como Patrimonio de la Humanidad con la denominación Rutas de la Seda: red viaria de la ruta del corredor Chang'an-Tian-shan. Se trata de un tramo de cinco mil kilómetros de la gran red viaria de las Rutas de la Seda que va desde la zona central de China hasta la región de Zhetysu, situada en el Asia Central, incluyendo treinta y tres nuevos sitios en China, Kazajistán y Kirguistán.

## Historia

### Antecedentes
El experto en prehistoria André Leroi-Gourhan considera esta ruta como un espacio de intercambios activo desde el Paleolítico, heredera de la Ruta de jade, que ya existía varios miles de años antes, aunque recién aparece mencionada en las crónicas chinas hacia el siglo II a. C. La Ruta de la Seda se originaría a partir del interés del emperador chino Wu (gob. 141-87 a. C.) de la dinastía Han, por establecer contacto con otras civilizaciones, ubicadas al oeste, más allá de las tribus bárbaras.
La existencia de China, ligada estrechamente a la producción de seda, era vagamente conocida por los antiguos griegos desde el siglo IV a. C., cuando comenzaron a referirse a «Serica» ( /ˈsɛrɪkə/, en griego antiguo: Σηρικά), palabra griega, transliterada probablemente en forma directa del término chino 繅絲 (sāo sī, enrollar seda), o de su pronunciación manchuriana (sirghe) o mongola (sirkek), para referirse al país de la seda, o al pueblo de la seda (Seres). Aún en el siglo II, griegos y romanos aún confundían Sinae y Sérice. De la terminología griega derivaría la palabra en latín sericum para denominar a la seda, de la que derivarán luego las denominaciones en los idiomas europeos, mientras que en chino se denomina 絲 (sī ), y en hindi रेशम (resham).

#### Caballos y camellos
El comercio entre China y los pueblos occidentales del Asia, requería atravesar enormes desiertos y territorios escasos de agua. Por entonces, las estepas del Asia Central estaban pobladas de grandes manadas de caballos, asnos y camellos salvajes, que migraban entre oasis y oasis, dejando a su paso trazados los caminos que mostraban los lugares donde había agua, y que los seres humanos utilizaban como guía desde los tiempos paleolíticos. La domesticación de caballos y camellos, así como un periodo de clima húmedo, hace unos 3.000 años, permitió abrir las primeras rutas parciales que servirían de base a la Ruta de la Seda. Por esa razón en China se la conoce como la «Ruta de los Caballos».

#### Contactos chinos y centroasiáticos

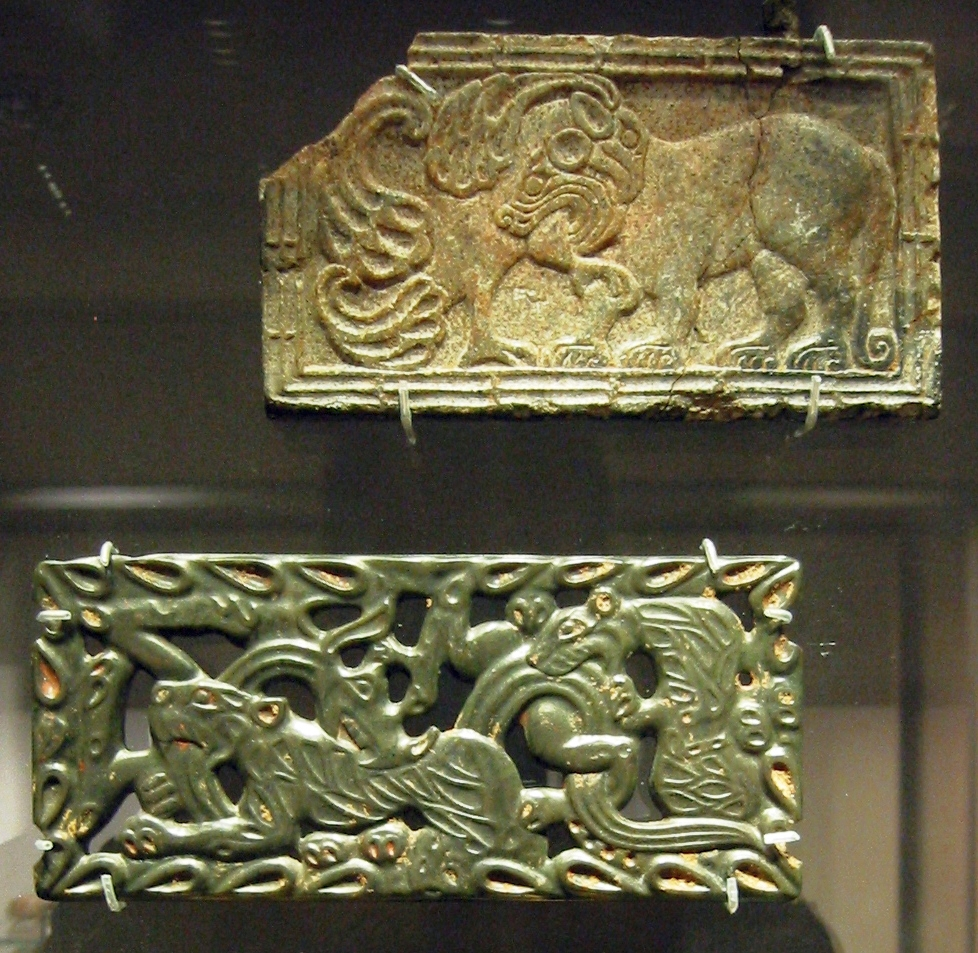
Jade chino y placas esteatitas, en estilo escita del arte animal de las estepas, siglos IV-III a. C. British Museum.

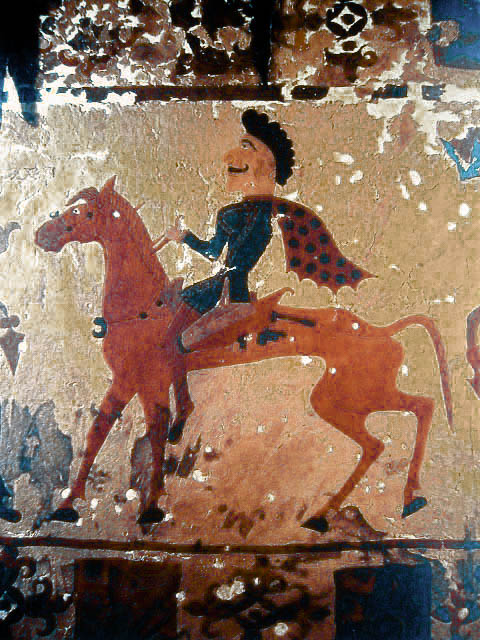
Un jinete escita de la zona general del río Ili, Pazyryk, ca. 300 a. C.

Desde el segundo milenio a. C. la nefrita (uno de los dos tipos de jade) estaba siendo negociada desde las minas de la región de Yarkanda y Jotán hasta China. Estas minas no estaban muy lejos de las minas de lapislázuli y espinela (Balas Ruby) de Badajshán y, aunque separadas por las formidables montañas del Pamir, al parecer había rutas a través de ellas en uso desde tiempos muy remotos.
Las momias del Tarim encontradas en la cuenca del Tarim —localizadas a unos 200 km al este de Yingpan, en la Ruta de la Seda—, que datan de 1600 a. C. en la época del antiguo reino de Loulan, sugieren la existencia de contactos muy antiguos entre el Oriente y el Occidente. Estos restos momificados podrían haber sido de personas que hablaban lenguas indoeuropeas, lenguas que se siguieron usando en la cuenca del Tarim, en la moderna región de Xinjiang, hasta su sustitución por las influencias túrquicas del norteño Imperio xiongnu, y por influencias del oriente de China de la dinastía Han, que hablaban lenguas sino-tibetanas.
Tras los contactos de la China metropolitana con los nómadas de los territorios fronterizos occidentales en el siglo VIII a. C., el oro se introdujo desde el Asia central, y los talladores de jade de Hotan Kashteshi comenzaron a hacer diseños imitando el estilo de los pueblos de las estepas, adoptando el arte animal escita (representaciones de animales en combate). Este estilo se refleja particularmente en las placas rectangulares de oro y de bronce para los cinturones, con versiones en jade y esteatita.
La expansión de las culturas escitas —que se extendieron desde la llanura húngara y los montes Cárpatos hasta el corredor chino de Gansu y que conectaban Irán y el Oriente Medio con el norte de la India y el Punyab— jugó sin duda un papel importante en el desarrollo de la Ruta de la seda. Los escitas acompañaron al asirio Asarhaddón cuando invadió Egipto, y sus distintivas puntas de flecha triangulares se han encontrado en sitios tan al sur como Asuán. Estos pueblos nómadas dependían de las poblaciones asentadas vecinas para una serie de importantes tecnologías, y además de asaltar algunos asentamientos vulnerables para abastecerse, también alentaron el desarrollo de un comercio de larga distancia que contaba con una fuente de ingresos por el pago de unas tarifas previamente concertadas. Los mercaderes escitas sogdianos desempeñaron un importante papel en períodos posteriores en el desarrollo de la Ruta de la Seda.

#### India, China, Indochina: rutas marítimas
Las rutas comerciales que fueron conectando Asia occidental y oriental, fueron creciendo y consolidándose, en la medida que se consolidaban los imperios, se utilizaban más y variados recursos naturales y se desarrollaba la navegación en los océanos Índico y Pacífico. Entre los años 1000 y 500 a. C., los reinos chinos de Wu y Yue construyeron grandes flotas que incorporaron al comercio amplias zonas del sur de China y la India, así como la península Indochina.
Hacia el siglo VI a. C., cuando formó el Imperio Persa, el comercio chino-indio estaba ampliamente consolidado. Para entonces, las «caravanas de Tianzhu», nombre con que se conocía el Asia meridional, llegaban hasta el puerto de Lanzhou, en el río Amarillo, transportando productos de vidrio, que Egipto —desde el límite oriental del Mediterráneo africano— y la Mesopotamia, fabricaban desde hacía siglos. Los chinos enviaban jengibre, espejos de bronce y seda, que poco a poco se convertiría en la mercancía descollante.

#### Camino Real Persa

El Imperio aqueménida en su apogeo, mostrando el Camino Real Persa.

En la época de Heródoto (ca. 475 a. C.), el Camino Real Persa recorría 2857 km desde la ciudad de Susa, entre los ríos Karkheh y Dez (a unos 250 km al este del Tigris) hasta el puerto de Esmirna en Turquía) en el mar Egeo. La pista era mantenida y protegida por el Imperio aqueménida (ca. 500-330 a. C.) y tenía estaciones postales y puestos de descanso a intervalos regulares. Al tener caballos de refresco y jinetes disponibles en cada uno de ellos, los correos reales podían llevar mensajes recorriendo todo el camino en nueve días, un trayecto que a los viajeros normales les llevaba cerca de tres meses. Este Camino Real vertebraba el Imperio, conectando con muchas otras rutas, algunas de ellas, como las rutas a la India y al Asia central, también protegidas por los aqueménidas, que fomentaban el contacto regular entre la India, Mesopotamia y el Mediterráneo. Hay menciones en el bíblico Libro de Esther de los despachos que se enviaban desde Susa a las lejanas provincias de la India y del reino de Kush durante el reinado de Jerjes el Grande (485-465 a. C.).

#### Época helenística

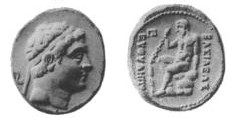
Moneda que representa al rey grecobactriano Eutidemo I (230-200 a. C.).

El primer paso importante en la apertura de la Ruta de la Seda entre Oriente y Occidente llegó con la expansión del imperio de Alejandro Magno en el Asia central. En agosto de 329 a. C. Alejandro fundó la ciudad de Alejandría Escate o «Alexandria más lejana» en la desembocadura del valle de Fergana en el actual Tayikistán. La ciudad se convirtió más tarde en un punto de parada importante en la Ruta de la Seda septentrional.
Los griegos se mantuvieron en el Asia central durante los siguientes tres siglos, primero a través de la administración del Imperio seléucida y luego con el establecimiento del reino grecobactriano en la región de Bactria. Continuaron expandiéndose hacia el este, sobre todo durante el reinado de Eutidemo I (230-200 a. C.), que extendió su control más allá de Alejandría Escate hasta llegar a la Sogdiana. Hay indicios de que pudo haber conducido expediciones hasta Kashgar, en el Turkestán chino, dando lugar a los primeros contactos conocidos entre China y Occidente alrededor del año 200 a. C. El historiador griego Estrabón escribió: «extendieron su imperio incluso hasta los Seres (China) y los Phryni».

### Zhang Qian: la apertura de la Ruta de la Seda

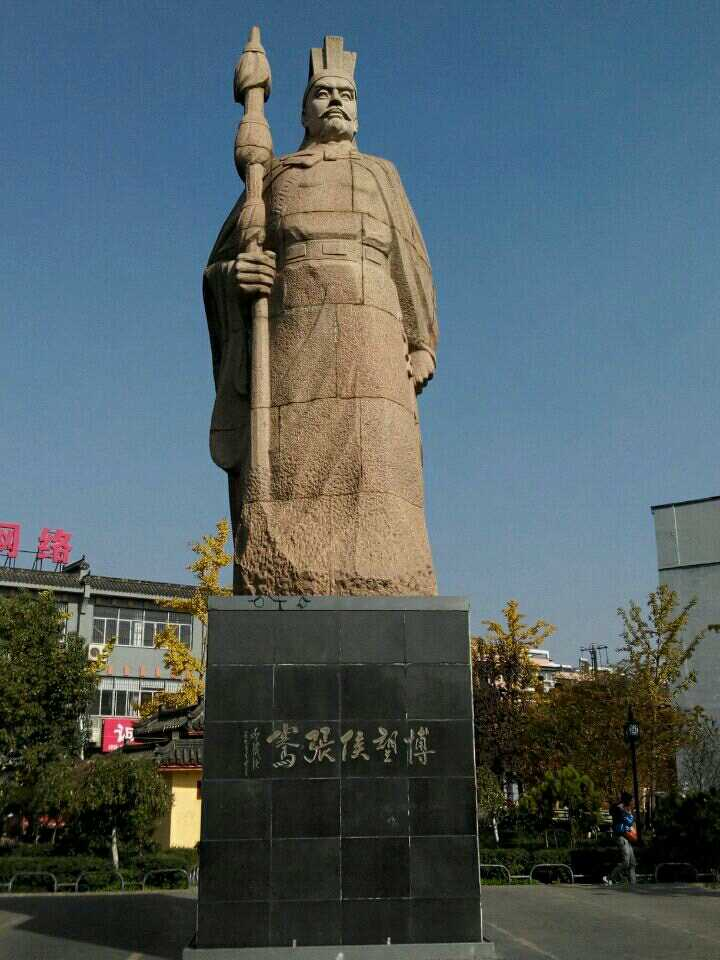
Estatua de Zhang Qian en lo que ahora es la ciudad de Hanzhong, provincia de Shaanxi.

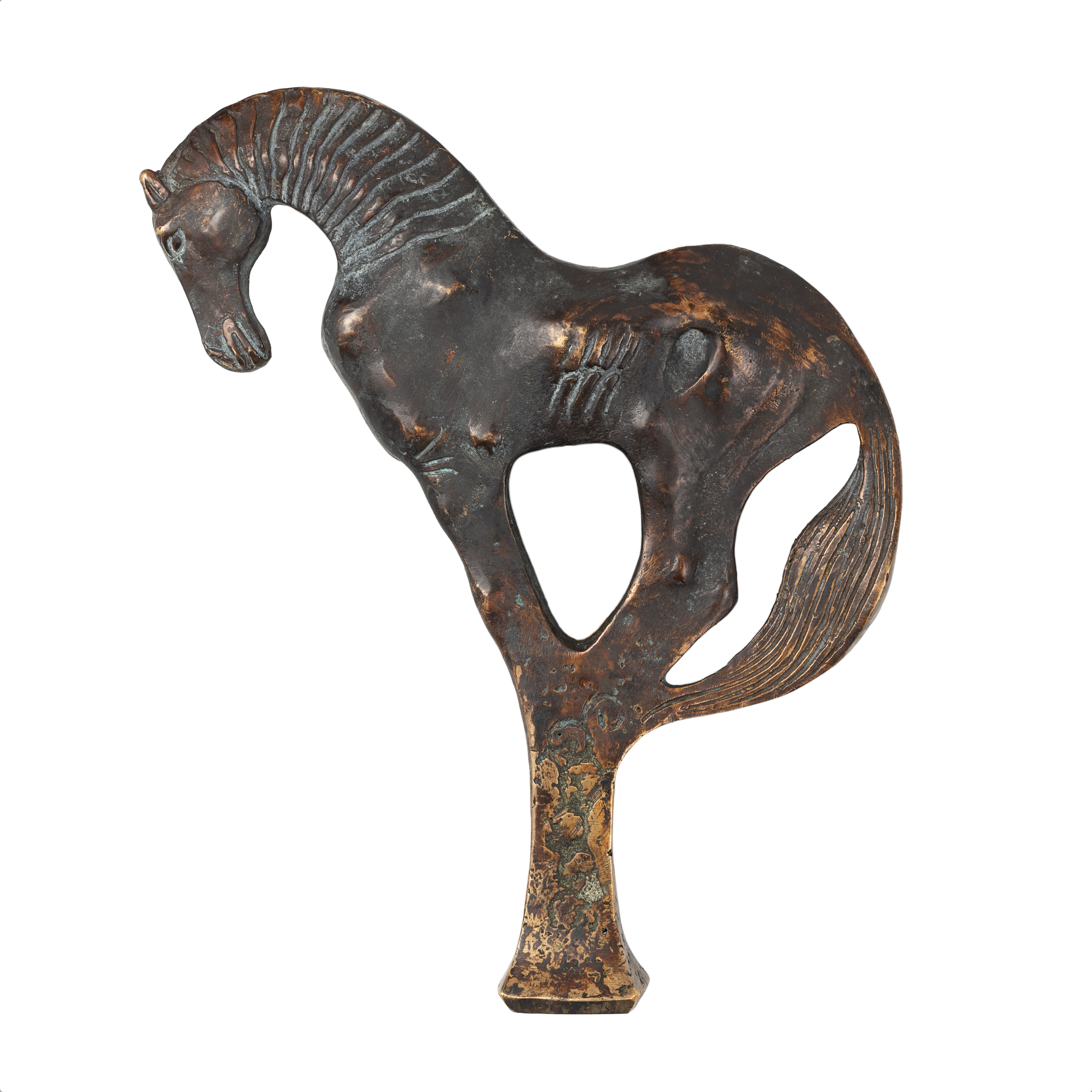
El remate ceremonial de bronce dorado, conocido como el Caballo de Fergana, data del -

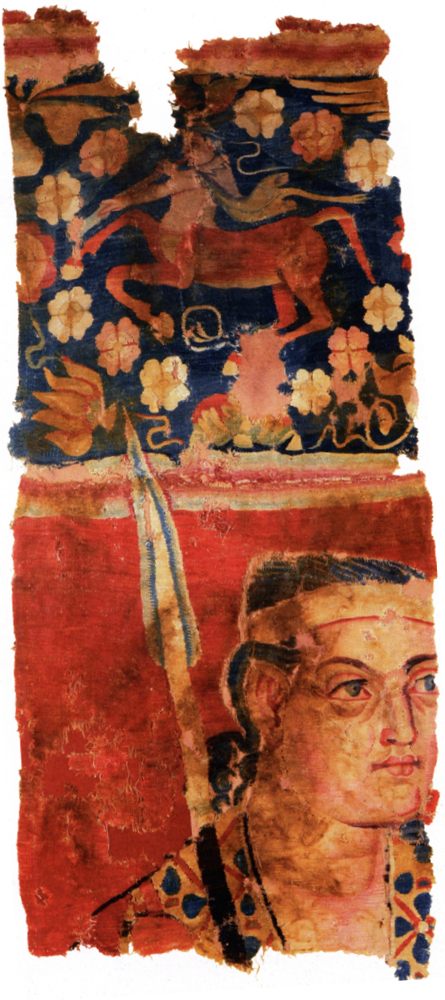
Probable soldado griego en el tapiz de Sampul, un tapiz de lana del -, Sampul, Urumqi Xinjiang Museum.

La Ruta de la Seda se originó durante el siglo I a. C., siguiendo a los esfuerzos de los yuezhi y xiongnu en la cuenca del Tarim para consolidar un camino hacia el mundo occidental y la India, tanto a través de asentamientos directos en el área de la cuenca como de relaciones diplomáticas con los países de los dayuan, partos y bactrianos más al oeste. Las rutas de la Seda fueron una «compleja red de rutas comerciales» que dio a la gente la oportunidad de intercambiar bienes y cultura.
Con el Mediterráneo conectado con el valle de Fergana, el siguiente paso era abrir una ruta a través de la cuenca del Tarim y el corredor de Gansu hasta alcanzar la propia China. Este esfuerzo se realizó desde el lado chino, alrededor de 130 a. C., con el envío de embajadas de la dinastía Han hasta Asia central. El emperador Wu mandó en el año 138 a. C. una embajada con el objetivo estratégico de conseguir formalizar una alianza militar con los yuezhi para frenar el poder y agresividad de los xiongnu —una confederación de tribus nómadas que amenazaba constantemente la seguridad de China, a pesar de la Gran Muralla, haciendo incursiones para saquear las riquezas de sus vecinos, principalmente campesinos—. Zhang Qian partió al mando de 98 hombres, siendo apresado muy pronto, un periodo que le permitió aprender mucho sobre los pueblos y las rutas en la región. Trece años después, y tras haber permanecido cautivo más de diez años, logró regresar a la corte imperial con solo un miembro de la partida. Aunque no había logrado establecer ni una sola de las alianzas militares de su misión, Zhang sí informó a la corte de la existencia de treinta y seis reinos en las fronteras occidentales de China, algunos verdaderas potencias comerciales como Nag-Si (Persia), Tiaozhi (Caldea) y Li-Qian (el Imperio romano). Zhang también contó de los magníficos caballos de las llanuras del valle de Fergana que tenían los Dayuan (luego llamados los «caballos celestiales»), mucho más fuertes y veloces que los caballos chinos, con los que la caballería del Imperio Han podría enfrentarse a los xiongnu en mejores condiciones. La representación más llamativa y confiable del caballo de Ferganá es el pomo escita, ya que los escitas criaban estos caballos y los vendían en el valle de Ferganá. El remate ceremonial de bronce dorado, llamado Caballo de Ferganá, data del siglo IV-I a. C.

### Exploración china del Asia central
Los chinos enviaron por ello numerosas misiones diplomáticas y comerciales, alrededor de diez cada año, que llegaron hasta sitios tan lejanos como la Siria seléucida:

Así fueron enviadas más embajadas a Anxi [Partia], Yancai [que más tarde se unió a los alanos], Lijian [Siria bajo los Seléucidas], Tiaozhi [Caldea] y Tianzhu [noroeste de la India]... Por lo general, eran enviadas bastante más de diez de tales misiones en el curso de un año, y por lo menos, cinco o seis.
Thus more embassies were dispatched to Anxi [Parthia], Yancai [who later joined the Alans ], Lijian [Syria under the Seleucids], Tiaozhi [Chaldea], and Tianzhu [northwestern India]… As a rule, rather more than ten such missions went forward in the course of a year, and at the least five or six.
Hou Hanshu, Libro de Han Posterior

Esas misiones con los reinos del valle de Fergana no podían garantizar la seguridad ni afianzar el comercio, por lo que China preparó una invasión a gran escala, aunque solo en la segunda embestida en el año 102 a. C. logró conquistar todas las tierras entre sus propias fronteras y los reinos de Fergana. Después de la derrota de los xiongnu, los ejércitos chinos se establecieron en Asia central y los chinos consiguieron no solo asegurarse la importación de los famosos caballos de las estepas, sino establecer sus propios productos en los mercados de esos reinos. Cuando Wu envió una delegación al rey Mitrídates II en el 110 a. C., eso dio inicio a un comercio que acabaría siendo la parte central de la importante vía de comercio internacional que llegará a ser la Ruta de la Seda. Cincuenta años más tarde, cuando Marco Licinio Craso cruzó el Éufrates para conquistar Partia en el año 53 a. C., se asombró al ver un brillante, suave y maravilloso nuevo tejido. Unas décadas más tarde, las más acaudaladas familias de Roma estaban maravilladas de vestirse con el más preciado tejido: la seda. El historiador romano Floro también describe la visita de numerosos enviados, incluyendo a los Seres, al primer emperador romano César Augusto, que reinó entre el 27 a. C. y el 14 d. C.:

Incluso el resto de las naciones del mundo que no estaban sujetas a la dominación imperial fueron sensibles a su grandeza, y miraban con reverencia al pueblo romano, el gran conquistador de las naciones. Así, incluso los escitas y los sármatas enviaron emisarios para buscar la amistad de Roma. No, los Seres vinieron del mismo modo, y los indios que habitaban bajo el sol vertical, trayendo regalos de piedras preciosas y de perlas y elefantes, pero pensando en todo momento a menos que la inmensidad del viaje que habían emprendido, y que dijeron que habían tardado cuatro años. En verdad que los necesitaron, pero al mirar su tez se veía que eran gentes de otro mundo que el nuestro.
Even the rest of the nations of the world which were not subject to the imperial sway were sensible of its grandeur, and looked with reverence to the Roman people, the great conqueror of nations. Thus even Scythians and Sarmatians sent envoys to seek the friendship of Rome. Nay, the Seres came likewise, and the Indians who dwelt beneath the vertical sun, bringing presents of precious stones and pearls and elephants, but thinking all of less moment than the vastness of the journey which they had undertaken, and which they said had occupied four years. In truth it needed but to look at their complexion to see that they were people of another world than ours.
Henry Yule, Cathay and the way thither

Algunos eruditos sostienen que el emperador chino Wu se interesó primero en el desarrollo de las relaciones comerciales con las sofisticadas civilizaciones urbanas de Fergana, Bactria y del Imperio parto: «El Hijo del Cielo al oír todo esto razonó así: Fergana (Dayuan) y las posesiones de Bactria (Ta-Hsia) y el Imperio parto (Anxi) son países grandes, llenos de raras cosas, con una población que vive en moradas fijas y entregada a ocupaciones casi idénticas a las de los chinos, pero con ejércitos débiles, y que dan gran valor a los ricos productos de China» (Hou Hanshu, Libro de Han Posterior). Otros creen en cambio que el emperador Wu estaba interesado principalmente en la lucha contra los xiongnu y que el comercio principal comenzó sólo después de que los chinos hubiesen pacificado el corredor de Hexi.

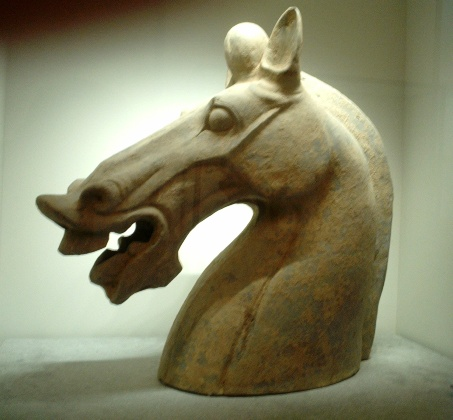
Una cabeza y cuello de caballo de cerámica (rotos desde el cuerpo) de la dinastía Han tardía (siglos y d. C.)

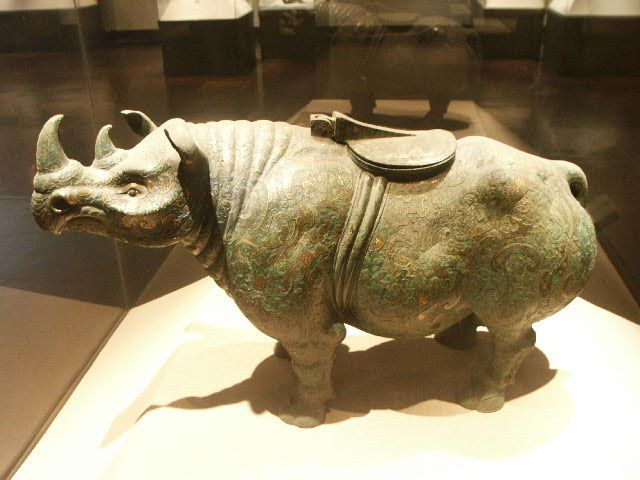
Un rinoceronte chino de bronce con incrustaciones de oro y plata de la dinastía Han Occidental (202 a. C. - 9 d. C.)

### Imperio romano
Poco después de la conquista romana de Egipto en el año 30 a. C., se multiplicaron a una escala sin precedentes las comunicaciones regulares y comerciales romanas hacia el Asia y el oriente africano. El comercio grecorromano con la India que había comenzado con Eudoxo de Cícico en 130 a. C., seguía aumentando, y según Estrabón (II.5.12), en la época de César Augusto, hasta 120 barcos zarpaban cada año desde Myos Hormos, en el Egipto romano, hacia la India. Las mujeres romanas de la aristocracia patricia, se convirtieron en grandes aficionadas a los tejidos de seda, tras conocerlos antes del comienzo de nuestra era a través de los partos, quienes se dedicaban a su comercio.
La partida de Maës Titianus se convirtió en los viajeros que penetraron más lejos hacia el este por la Ruta de la Seda desde el mundo mediterráneo, probablemente con el objetivo de regularizar los contactos y reducir el papel de los intermediarios, durante uno de los momentos de calma entre las intermitentes guerras de Roma y Partia, que repetidamente obstruía el movimiento a lo largo de la Ruta de la Seda. El comercio intercontinental y las comunicaciones se hicieron regulares, organizadas y protegidas por las «grandes potencias». Pronto siguió un intenso comercio con el Imperio romano, confirmado por la afición romana por la seda china (suministrada a través de los partos), a pesar de que los romanos pensaban que la seda se obtenía de los árboles. Esta creencia fue confirmada por Séneca el Joven en su Fedra y por Virgilio en sus Geórgicas. Cabe destacar que Plinio el Viejo lo sabía mejor: hablando de la bombyx o polilla de la seda, escribió en sus Historias naturales «Tejen telas, como las arañas, que se convierten en un lujoso material para la ropa de las mujeres, llamada seda».

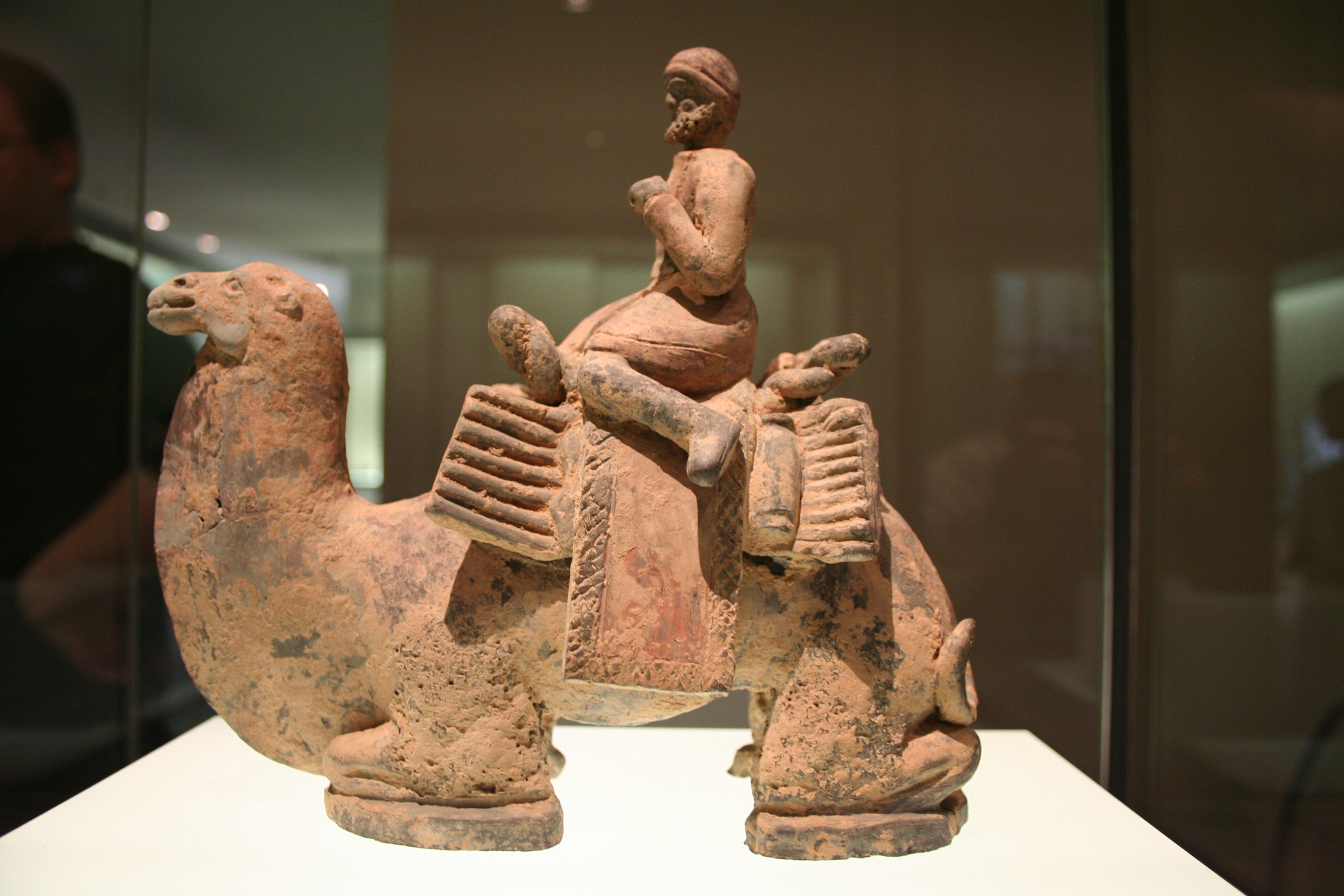
Camellero asiático occidental en estatuilla de terracota china de la dinastía Wei del Norte (386-534).

El Senado romano emitió, en vano, varias leyes para prohibir el uso de la seda, por razones económicas y morales: la importación de seda china causó un enorme flujo de salida de oro, y los vestidos de seda se consideraban decadentes e inmorales:

Veo ropas de seda, si los materiales que no ocultan el cuerpo, ni siquiera la propia decencia, se puede llamar ropa ... rebaños miserables de sirvientas trabajan para que la mujer adúltera pueda ser visible a través de su fino vestido, para que su marido no tiene más conocido que cualquier extraño o extranjero con el cuerpo de su esposa.
I can see clothes of silk, if materials that do not hide the body, nor even one's decency, can be called clothes… Wretched flocks of maids labour so that the adulteress may be visible through her thin dress, so that her husband has no more acquaintance than any outsider or foreigner with his wife's body.

La unificación de Asia central y del norte de la India dentro del Imperio kushán en los siglos primero a tercero reforzó el papel de los poderosos comerciantes de Bactria y Taxila. Fomentaron la interacción multicultural como lo indican los tesoros de sus hordas del siglo II, con productos del mundo grecorromano, China y la India, por ejemplo, en el sitio arqueológico de Begram.
El Imperio romano y su demanda de productos asiáticos, se derrumbó en Occidente en el siglo V y Europa ingresó en una era de feudalismo bajo la égida del cristianismo católico, durante la cual el comercio se redujo a su mínima expresión.

las antiguas rutas terrestres y marítimas.

### La influencia sogdiana

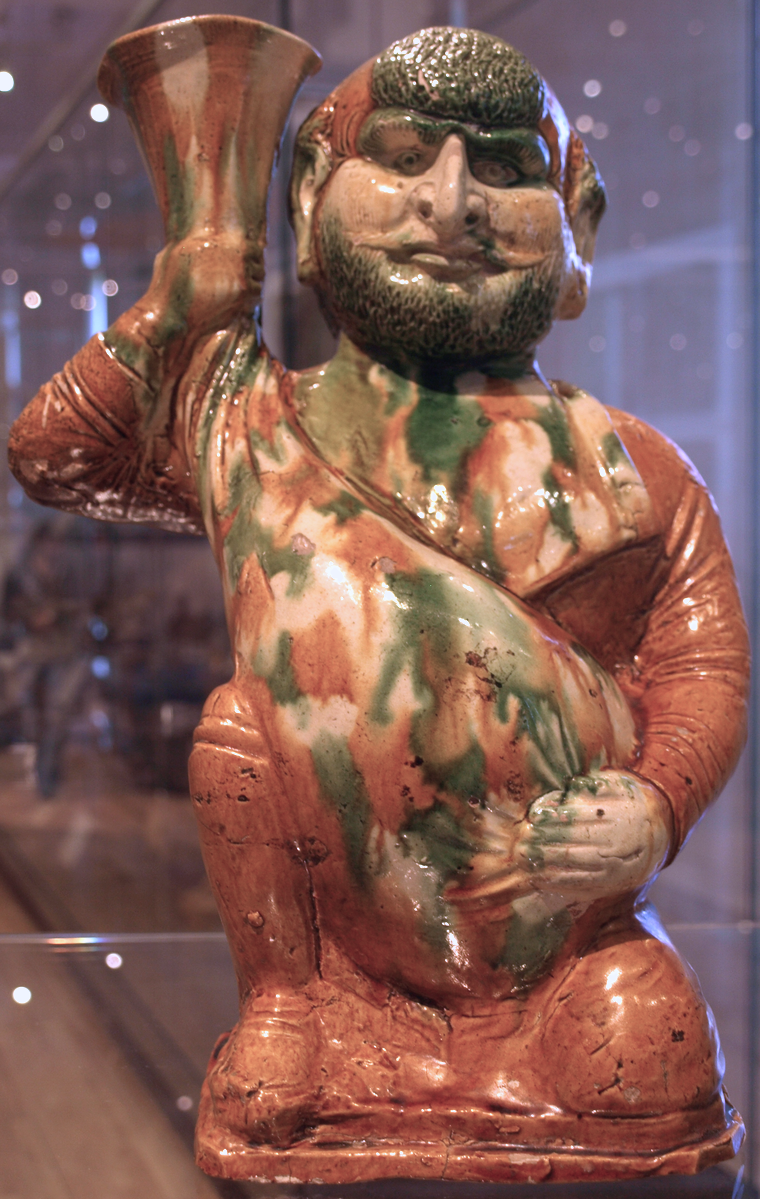
Una estatua sancai de un extranjero con una bota de vino, de la dinastía Tang (618-907).

La Ruta de la Seda representa un temprano fenómeno de integración política y cultural debido al comercio interregional. En su apogeo, sostuvo una cultura internacional que enlazaba a grupos tan diversos como los magiares, armenios y chinos. La ruta experimentó períodos principales de popularidad y actividad en diferentes épocas y en diferentes puntos a lo largo de su longitud: en el oeste, su apogeo fue la época del Imperio bizantino; en la sección del Nilo-Oxus, desde el período del Imperio sasánida al del Ilkanato; y en la zona sinítica desde el período de los Tres Reinos hasta el de la dinastía Yuan. El comercio entre Oriente y Occidente se desarrolló también por mar, entre los puertos de Alejandría, en Egipto, y de Guangzhou, en China, siendo fomentado a lo largo de todo el océano Índico.
Bajo su fuerte dinámica de integración, por un lado, y de los impactos de cambio que transmitía, por otro, las sociedades tribales que previamente vivían en aislamiento a lo largo de la Ruta de la Seda o de pastores que procedían de un desarrollo cultural bárbaro, se sintieron atraídos por las riquezas y las oportunidades de las civilizaciones conectadas por la ruta, entrando en las rutas como merodeadores o mercenarios. Muchas tribus bárbaras se convirtieron en cualificados guerreros capaces de conquistar ciudades ricas y tierras fértiles, y forjar fuertes imperios militares.
A.V. Dybo señaló que «según los historiadores, el principal motor de la Gran Ruta de la Seda no solo eran los sogdianos, sino los portadores de una cultura mezcla sogdiana-túrquica que a menudo provenían de familias mixtas».
Los sogdianos dominaron el comercio entre Oriente y Occidente a partir del siglo IV hasta el siglo VIII, siendo Suyab y Talas sus principales centros en el norte. Fueron los principales comerciantes de caravanas del Asia central. Sus intereses comerciales estaban protegidos por el resurgente poder militar de los göktürks, cuyo imperio ha sido descrito como «una empresa conjunta del clan Ashina y los sogdianos». Su comercio, con algunas interrupciones, continuó en el siglo IX en el marco del Imperio uigur, que hasta el 840 se extendió por el norte de Asia central y obtuvo de China enormes entregas de seda a cambio de caballos. En esta época las fuentes chinas mencionan que las caravanas de sogdianos viajaban hasta la Alta Mongolia. Jugaron un papel igualmente importante religioso y cultural. Parte de los datos sobre Asia oriental que fueron proporcionados por los geógrafos musulmanes del siglo X, en realidad, se remontan a datos sogdianos del periodo 750-840 y, por lo tanto, muestran la supervivencia de los vínculos entre el Este y el Oeste. Sin embargo, después de la caída del Imperio uigur, el comercio sogdiano pasó por una crisis. Lo que principalmente surgió desde el Asia central musulmana fue el comercio de los samánidas, que reanudaron el camino del noroeste que llevaba a los jázaros y a los Urales, y el del noreste, que conducía hacia las cercanas tribus túrquicas.

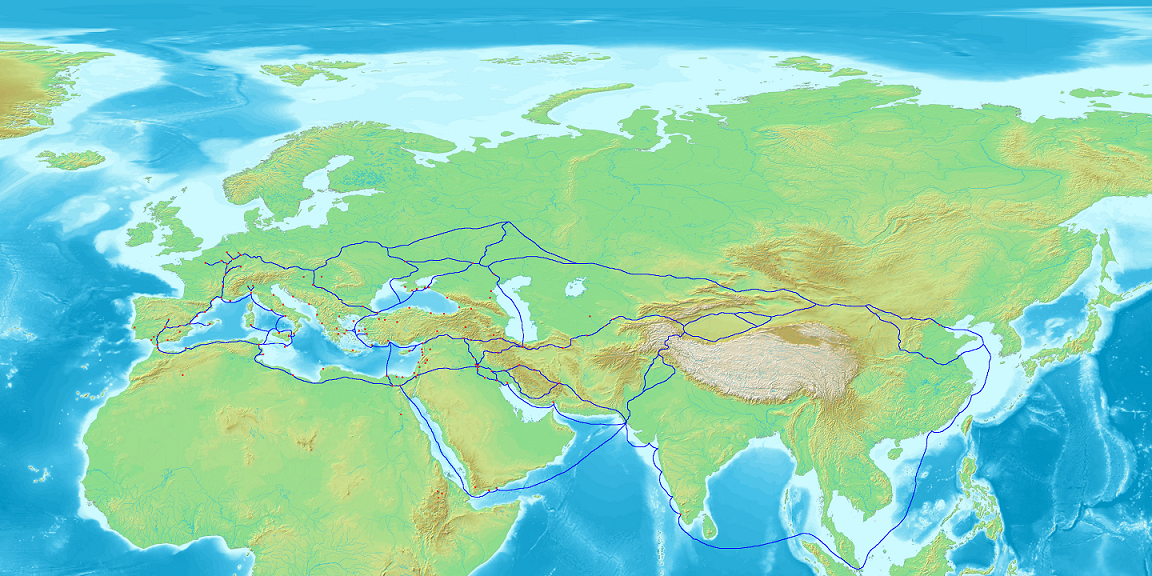
Mapa de Eurasia que muestra la red de comercio de los radhanitas (mercaderes judíos), ca. 870.

La Ruta de la Seda dio origen a agrupaciones de estados militares originarios del norte de China, abriendo el Asia central y China a religiones como el nestorianismo, maniqueísmo, budismo, y más tarde islamismo, y creando la influyente Federación de Jazaria, que al final de su gloria trajo el mayor imperio continental que existió nunca: el Imperio mongol, con sus centros políticos encadenados a lo largo de la Ruta de la Seda (Pekín, en el norte de China; Karakorum, en el centro de Mongolia; Samarcanda, en Transoxiana; Tabriz, en el norte de Irán; Sarai y Astracán, en el curso del Bajo Volga; Solkhat, en Crimea; Kazán, en Rusia central; y Erzurum, en el este de Anatolia), realizando la unificación política de zonas anteriormente libres y conectadas de forma intermitente por bienes materiales y culturales.
En Asia central, el islam se expandió a partir del siglo VII, haciendo un alto en su progresión hacia el occidente chino tras la batalla de Talas en el año 751. Los túrquicos islámicos siguieron la expansión a partir del siglo X, lo que terminó por perturbar el comercio en esa parte del mundo, y acarreando la casi desaparición del budismo en la región. Durante gran parte de la Edad Media, el Califato islámico (centrado en el Cercano Oriente) tuvo a menudo el monopolio sobre gran parte del comercio realizado a través del Viejo Mundo. (Véase: Época musulmana de los descubrimiento (en inglés).)
En esta época aparece la primera referencia escrita sobre la seda que se conoce en la península ibérica, realizada por Isidoro de Sevilla (556-636), durante la Hispania visigoda, aunque por entonces su presencia allí era excepcional. Es a partir del Califato de Córdoba (929-1031) que se puede hablar de la consolidación de manufacturas autóctonas de seda en la península ibérica.

### La desconexión del feudalismo europeo
La caída del Imperio romano de Occidente en el siglo V, seguida del establecimiento en Europa de un régimen feudal, centrado en el autoabastecimiento y la cristianización de las tribus «bárbaras» bajo la égida de la Iglesia católica, desconectó al mundo europeo de las rutas comerciales asiáticas.
Pese al dominio de Europa por los bárbaros, el Imperio romano de Oriente (Imperio Bizantino) lograría mantener, en la península itálica, el Puerto de Venecia, fundado en los años previos a la caída de Roma, que sobreviviría como puerto de pescadores hasta mediados del siglo VIII, cuando pasó a ser un puerto de comercio de esclavos europeos que eran vendidos a los árabes del norte de África. Poco a poco Venecia se convertiría en la terminal europea de la Ruta de la Seda.

### Época mongola

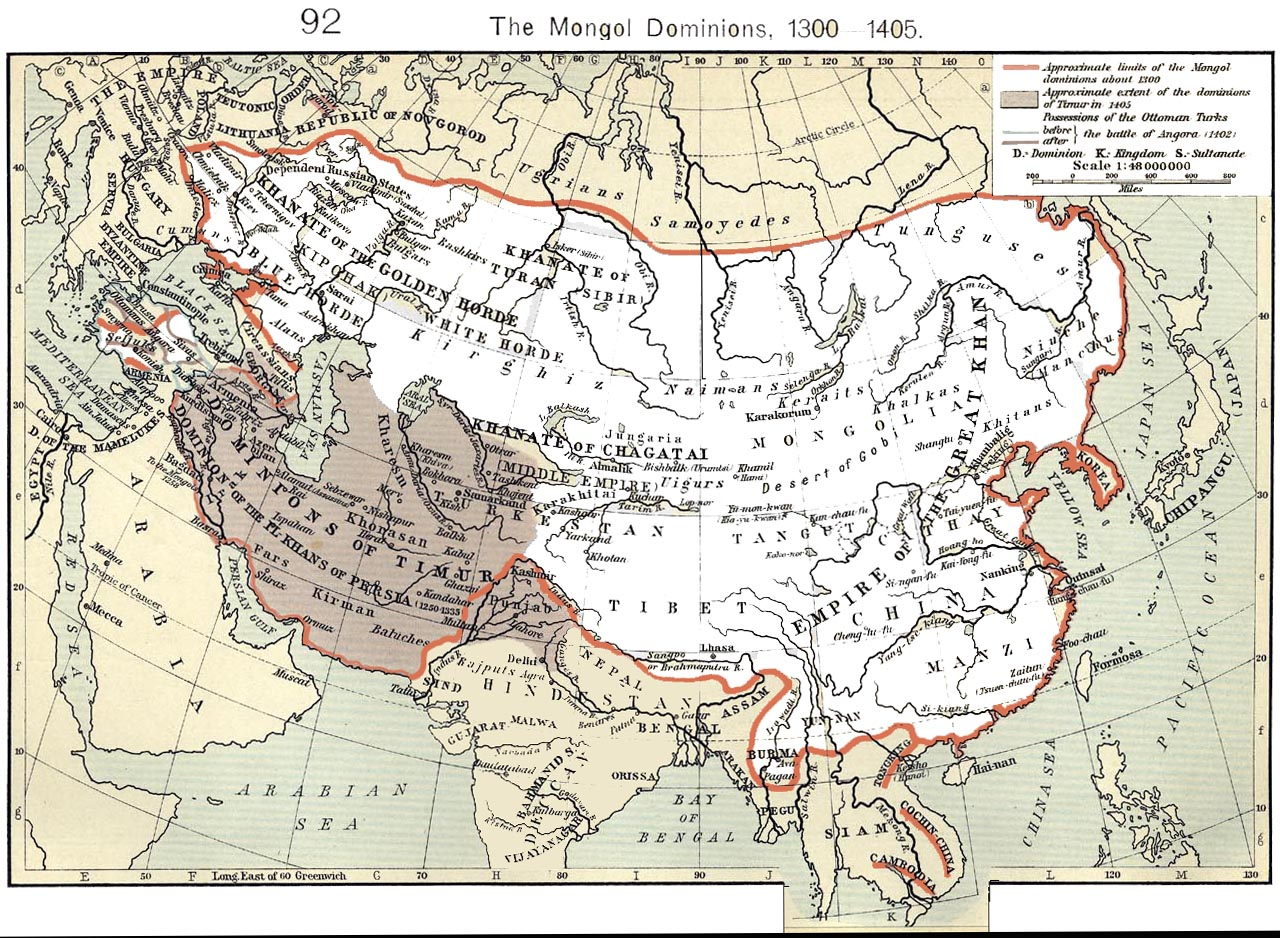
El imperio mongol y su esfera de influencia (incluyendo estados vasallos como Goryeo) en su apogeo. La zona gris es el posterior Imperio timúrida.

Mapa de los viajes de Marco Polo en 1271-1295.

La expansión mongola por todo el continente asiático, desde alrededor de 1207 hasta 1360, contribuyó a la estabilidad política y a restablecer la Ruta de la Seda (a través del Karakorum). También puso fin al monopolio del Califato islámico sobre el comercio mundial. Debido a que los mongoles pasaron a dominar las rutas comerciales, ello permitió que más comercio entrase y saliese de la región. Las mercancías que a ellos no les parecían valiosas si eran vistas a menudo como muy valiosas en el Oeste: como resultado, los mongoles recibieron a cambio gran cantidad de bienes de lujo occidentales, aunque nunca abandonaron su estilo de vida nómada. Poco después de la muerte de Genghis Khan, la Ruta de la Seda quedó en manos de los hijos de Genghis Khan.
El diplomático mongol Rabban Bar Sauma visitó las cortes europeas en 1287-1288 y presentó un detallado informe por escrito de regreso entre los mongoles. Por la misma época, el explorador veneciano Marco Polo se convirtió en uno de los primeros europeos que recorrieron la ruta hasta China, y sus relatos, documentados en Los viajes de Marco Polo, abrieron los ojos occidentales a algunas de las costumbres del Lejano Oriente. No fue el primero en traer de vuelta esas historias, pero fue sin duda el más leído. Había sido precedido por numerosos misioneros cristianos en Oriente, como Guillermo de Rubruck, Benedicto de Polonia, Giovanni da Pian del Carpine y André de Longjumeau. Otros enviados más tardíos fueron Odorico de Pordenone, Giovanni de Marignolli, Juan de Montecorvino, Niccolò Da Conti, o Ibn Battuta, un viajero marroquí musulmán que pasó por el actual Oriente Medio y que recorrió toda la Ruta de la Seda, desde Tabriz, entre 1325-1354.
El siglo XIII vio también los intentos de una alianza franco-mongola, con intercambio de embajadores y (fallidos) intentos de colaboración militar en Tierra Santa durante las últimas cruzadas, aunque al final los mongoles en el Ilkhanato, después de haber destruido las dinastías de los abásidas y los ayubíes, con el tiempo se convirtieron ellos mismos al islam, y firmaron en 1323 el Tratado de Alepo con el superviviente poder musulmán, el sultanato mameluco de Egipto.
Algunos estudios de investigación indican que la peste Negra, que devastó Europa a finales de la década de 1340, podría haber alcanzado Europa desde el Asia central (o China) a lo largo de las rutas comerciales del Imperio mongol.

### El bloqueo europeo
La fragmentación del Imperio mongol aflojó la unidad política, cultural y económica de la Ruta de la Seda. Los señores turcos marchando ocuparon tierras alrededor de la parte occidental de la Ruta de la Seda, que pertenecían al decadente Imperio bizantino. Después del Imperio mongol, los grandes poderes políticos a lo largo de la Ruta de la Seda quedaron económica y culturalmente separados. Acompañando a la cristalización de varios estados regionales sucedió una disminución del poder nómada, en parte debido a la devastación de la peste Negra y en parte debido a la invasión de civilizaciones sedentarias equipadas con pólvora.
La pólvora y la temprana modernidad en Europa condujeron a la integración de los estados territoriales y a un creciente mercantilismo. Mientras tanto, en la Ruta de la Seda, la pólvora y la modernidad temprana tuvieron el efecto contrario: el nivel de integración del Imperio mongol no se pudo mantener, y se redujo el comercio (aunque en parte debido a un aumento de los intercambios marítimos europeos).
Europa quedó desconectada de la Ruta de la Seda alrededor de 1453, con la supremacía otomana de Constantinopla. El islam y el cristianismo estaban en guerra desde hacía siglos. Un siglo más tarde, Venecia hizo un pacto con los otomanos que la habilitó a reingresar al circuito comercial asiático, recobrando por un tiempo parte de su peso económico en la intermediación.

### Nuevas rutas marítimas europeas y americanas
El bloqueo del acceso europeo a la Ruta de la Seda, fue uno de los principales factores que estimularon la búsqueda de nuevas rutas hasta el próspero Imperio chino por parte de potencias europeas, sobre todo por vía marítima. Se esperaban grandes beneficios de la relación comercial directa con Asia. Este fue el principal factor que impulsó las exploraciones portuguesas del océano Índico, incluyendo el mar de China, dando lugar a la llegada del primer barco mercante europeo a las costas de China en 1513, bajo el mando de Jorge Álvares y Rafael Perestrello, seguido por la misión diplomática y comercial de 1517 encomendada a Fernão Pires de Andrade y Tomé Pires por Manuel I de Portugal, la cual inauguró formalmente las relaciones entre el Imperio portugués y la dinastía Ming durante el reinado del emperador Zhengde. La entrega de Macao (Macao) a Portugal en 1557 por el emperador de China (como recompensa por los servicios prestados contra los piratas que infestaban el mar de China Meridional) dio lugar al primer puesto comercial y marítimo europeo permanente entre Europa y China. Otras potencias europeas seguirían su ejemplo en los próximos siglos provocando la eventual desaparición de la Ruta de la Seda terrestre.
El viaje de descubrimiento de Cristóbal Colón de 1492 tenía como objeto buscar una ruta comercial alternativa a China, desde España, a través del Atlántico. Hasta unos años después del descubrimiento de América, se pensó que la expedición de Colón había llegado al continente asiático. No fue hasta el descubrimiento del océano Pacífico por el español Vasco Núñez de Balboa (tras cruzar el istmo de Panamá) en 1513, que cartógrafos y navegantes supieron que América era un «Nuevo Mundo», situado entre Europa y Asia. La búsqueda de una ruta marítima a China se retomó unos años más tarde, con la expedición de Magallanes y Elcano de 1519 a 1522, la primera en cruzar el Pacífico y la primera en dar la vuelta al mundo. Con el descubrimiento del 'tornaviaje', o ruta de regreso de Filipinas a México a través del Pacífico, a cargo de Andrés de Urdaneta en 1565, se estableció la ruta del Galeón de Manila, la primera en cruzar regularmente el Pacífico en ambas direcciones, concretamente entre la Capitanía General de Filipinas y la Nueva España. Esta ruta a su vez enlazaba por tierra (a través de México) con la ruta de las Flotas de Indias que unían América y España a través del Atlántico, creándose así una gran ruta combinada de alcance mundial, entre Asia y España, que duró desde 1565 hasta principios del siglo XIX. Esta gran ruta española es también uno de los primeros ejemplos de mundialización o globalización.

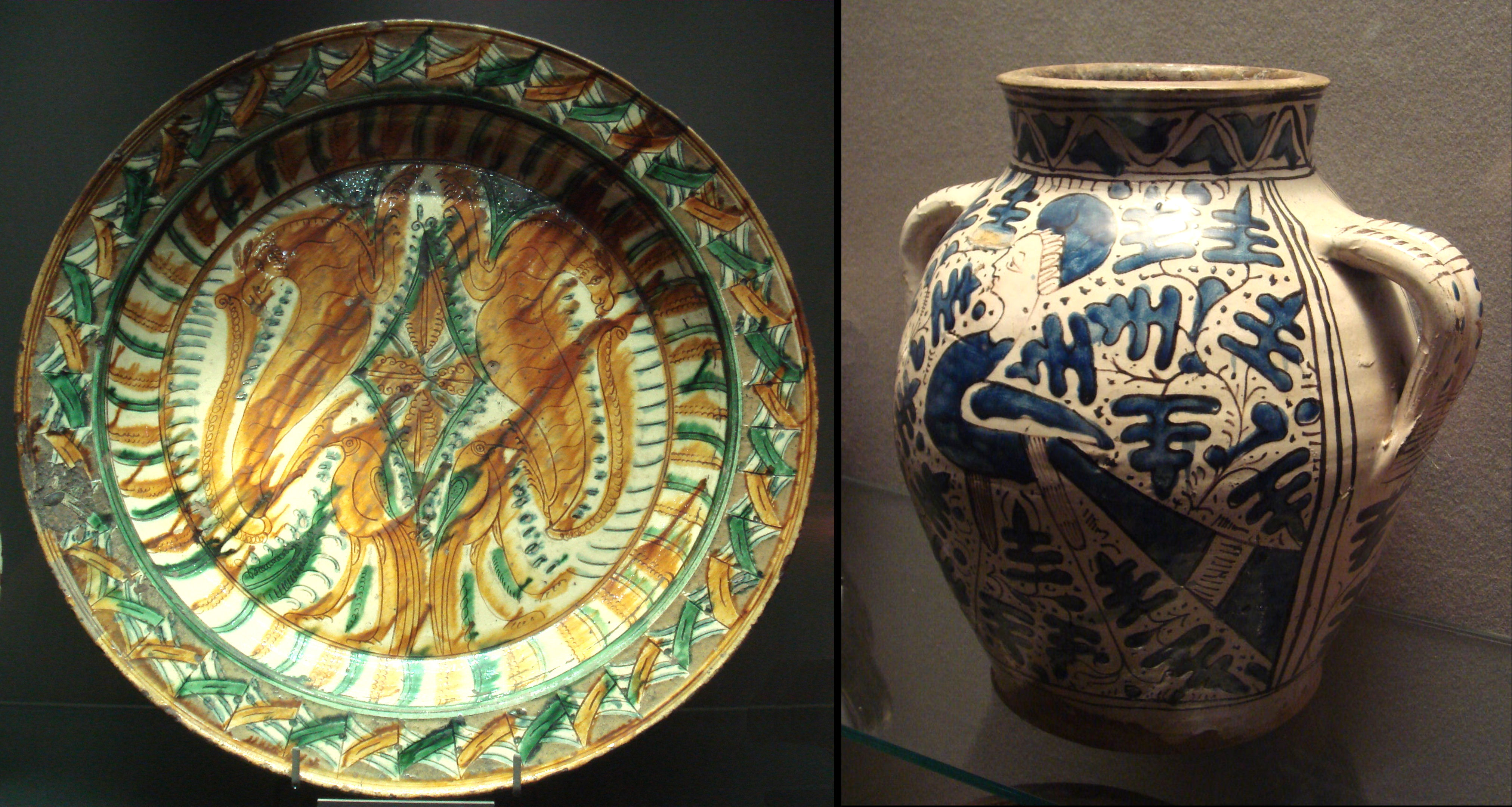
La cerámica italiana de mediados del estuvo fuertemente influenciada por la cerámica china. Una placa Sancai («Tres colores») (izquierda), y un jarrón Ming tipo azul y blanco (derecha), hecho en el norte de Italia, a mediados del. Musée du Louvre.

En 1594, Willem Barents dejó Ámsterdam con dos barcos para buscar el pasaje del Noreste al norte de Siberia, en el extremo este de Asia. Llegó a la costa occidental de Nueva Zembla y la siguió hacia el norte, siendo finalmente obligado a dar marcha atrás cuando confrontó su extremo norte. A finales del siglo XVII, los rusos restablecieron una ruta comercial terrestre entre Europa y China bajo el nombre de la Gran carretera siberiana.
Mientras los portugueses (y, posteriormente, otros europeos) estaban entrando en China desde su costa meridional, por ruta marina, se planteó la cuestión de si resultaba ser el mismo país que Catay, al que Marco había llegado por vía terrestre. Hacia 1600, los jesuitas destinados en China, dirigidos por Matteo Ricci, estaban seguros de que así era, pero otros no estaban todavía convencidos. Para comprobar la situación sobre el terreno, Bento de Góis, un antiguo soldado y explorador portugués que se había unido a los jesuitas como hermano lego en Goa (India), viajó en 1603-1605 desde la India a través de Afganistán siguiendo una de las rutas terrestres tradicionales de la Ruta de la Seda, a través de Badakhshan, los Pamires, Yarkand o Yarkant, Kucha y Turpan hasta la frontera china de los Ming en Suzhou.
Leibniz, haciéndose eco de la percepción que prevalecía en Europa hasta la Revolución Industrial, escribió en el siglo XVII que: «Todo lo exquisito y admirable viene de las Indias Orientales... Gentes instruidas remarcan que en el mundo entero no hay comercio comparable al de China».
En el siglo XVIII, Adam Smith declaró que China había sido uno de los países más prósperos del mundo, pero que había permanecido estancada durante mucho tiempo y que sus salarios siempre fueron bajos y las clases bajas eran particularmente pobres:

China ha sido durante mucho tiempo uno de los países más ricos, es decir, uno de los más fértiles, mejor cultivados, con más industria y de los más poblados del mundo. Parece, sin embargo, que ha permanecido estancado durante mucho tiempo. Marco Polo, que lo visitó hace más de quinientos años, describe su agricultura, su industria y su población casi en los mismos términos que los viajeros de hoy en día. Tal vez adquirió, incluso mucho tiempo antes, todo el conjunto de riquezas que la naturaleza de sus leyes e instituciones permite conseguir.
China has long been one of the richest, that is, one of the most fertile, best cultivated, most industrious, and most populous countries in the world. It seems, however, to have been long stationary. Marco Polo, who visited it more than five hundred years ago, describes its cultivation, industry, and populousness, almost in the same terms as travellers in the present time describe them. It had perhaps, even long before his time, acquired that full complement of riches which the nature of its laws and institutions permits it to acquire.

### Época actual
El Puente Terrestre Euroasiático se refiere a veces como la «Nueva Ruta de la Seda». El último eslabón de una vía férrea a lo largo de la Ruta de la Seda se terminó en 1990, cuando las redes ferroviarias china y kazaja se conectaron en el paso de Alataw (Alashan Kou o puerta de Zungaria). En la actualidad (2013), la línea es utilizada por servicios directos de pasajeros desde Urumqi, en Sinkiang (China), hasta Almaty y Astaná, en Kazajistán.
Desde julio de 2011 la ciudad china de Chongqing está oficialmente conectada con la alemana de Duisburgo por un servicio ferroviario de mercancías a través de Eurasia. En comparación con las rutas marinas comerciales tradicionales desde Guangzhou y Shanghái, el tiempo de viaje con Europa por conexión ferroviaria lleva poco más de 13 días por tren de carga frente a los 36 días por barco de contenedores.

## Recorrido
Xi'an es —del lado chino— el extremo oriental de la Ruta de la Seda. El recorrido se ha considerado oficialmente «abierto» por el general chino Zhang Qian en el siglo II a. C. Los emperadores Han asediados por los bárbaros nómadas (los xiongnu) decidieron abrir al comercio y al mundo exterior la seda, entonces monopolio del Estado: realmente necesitaban aliados y caballos. En el apogeo de la dinastía Tang (618-907), la ciudad capital de Chang'an (Xi'an) albergaba dos millones de personas, diez veces más que las grandes ciudades de Constantinopla o Córdoba, y mil veces más que Aquisgrán en los tiempos de Carlomagno.
Los convoyes de caravanas partían de las ciudades de Xi'an, Lanzhou o Xining y emprendían camino hacia el corredor de Gansu. A continuación, contorneaban el desierto de Taklamakán, uno de los más áridos del mundo, ya fuese por el norte o por el sur. Estos dos itinerarios posibles tenían cada uno diferentes variantes y estaban salpicados por villas y ciudades y caravasares, cuyo número e importancia variaron con el tiempo. Todas las pistas progresaban a lo largo de una cadena de oasis-fortalezas situados en la periferia del desierto y al pie de las altas montañas de los Tian Shan y Kunlun:
- bien por la ruta del norte: los sitios de Turpan, Urumqi, Karachahr, Koutcha, Aksu, Kashgar;
- bien por la ruta del sur: los sitios de Dunhuang, Miran, Cherchen, Niya, Khotan, Yarkand.

A partir de Kashgar y Yarkand, las pistas se reunían para ir hacia Persia y la India a través de las altas montañas del Asia central (Pamires, Hindú Kush y Karakorum), para seguir después por la Sogdiana (Samarcanda, Bujará, Merv), Bactria (Balkh) y Cachemira (Srinagar). En realidad, muy pocas personas tuvieron la oportunidad de recorrer toda la ruta, entre otros Marco Polo, su padre y su tío.
Las mercancías procedentes de Oriente o de Occidente se intercambian en los oasis, convertidos en importantes puestos comerciales frecuentados no solo por comerciantes, sino también por peregrinos, soldados y espías. En su apogeo, la Ruta de la Seda conectaba —del lado oeste— el Imperio bizantino y —del lado este— una vasta región que se extendía desde los territorios de los Tres Reinos hasta los de la dinastía Yuan en la zona china.

## Una enorme red de cultura
A pesar de que el barón von Richthofen bautizara, en 1870, a esta red comercial importantísima como (en alemán) Seidenstrasse, o Ruta de la Seda, es importante aclarar que la seda no era el único bien que se comerciaba a lo largo y ancho de la misma. China importaba, principalmente, oro, plata, piedras preciosas, marfil, cristal, perfumes, tintes y otros textiles provenientes de Europa y de los reinos por donde transitaba la ruta y de otros aledaños que tenían sus propias rutas comerciales que engarzaban, en algún punto, con la misma Ruta de la Seda. El Imperio del Centro (China) exportaba mayormente seda, pieles, cerámica, porcelana, especias, jade, bronce, laca y hierro.
No era común que los comerciantes atravesaran la Ruta de la Seda en todo su largo y ancho. Los mercaderes intentaban buscar el mejor precio a través de los mercados de su propio territorio o aventurándose en las fronteras de otros países, donde vendían sus mercancías, y los compradores, a su vez, extendían los bienes por su propio reino, o llevándolos a las fronteras de los más próximos en busca de mejores beneficios. Este canje, obedeciendo a leyes de mercado, hacía llegar las mercancías y bienes desde Chang'an (actual Xi'an) hasta Antioquía, en Siria, y de allí hasta Constantinopla, donde esperaban los navíos venecianos que llevarían esta inmensa cantidad de bienes y riqueza, no solo proveniente de China, sino también de todos los países asiáticos y medio-orientales.
El eje Roma-Chang'an marcaba el principio y el final de una gran cadena de intercambios, cuyos eslabones enlazaban a territorios que hoy corresponden a Turquía con Siria, a Irak con Persia, al Cáucaso con las fronteras de la India y China; y cuyos centros comerciales, en los que se realizaban las últimas y las primeras transacciones, dependiendo si se avanzaba hacia Changan o hacia el Caspio, eran las ciudades próximas al valle de Fergana (Bujará, Khiva y Samarcanda) o las situadas en el inhóspito desierto de Taklamakán, cuyos oasis eran bien conocidos por los conductores de las caravanas; especialmente los de las ciudades de Tashkurgán, Kashgar, Yarkand y Jotán en las que, por imperativos del clima, estaban obligadas a detenerse durante un período de tiempo siempre incierto hasta alcanzar el límite oeste de la verdadera China de entonces: la Puerta de Loulan.

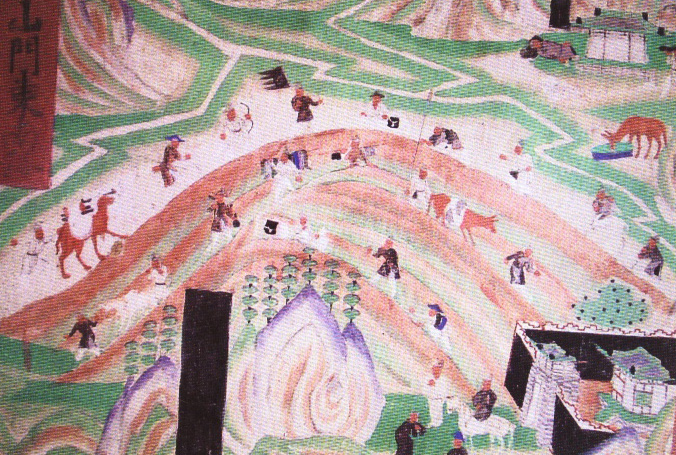
Comerciantes en la ruta.

Kashgar (la actual Kashi, en China), punto de encuentro de las caravanas procedentes de la India, Afganistán, Tayikistán y Kirguisistán, era el otro extremo de la Ruta de la Seda en el territorio chino y, por tanto, el primer encuentro directo para las mercancías, las ideas y las religiones entre China, Occidente y el sur de Asia. La ciudad de Yarkand, visitada por Marco Polo en dos ocasiones (en 1271 y en 1275), sigue siendo uno de los enclaves comerciales más importantes de la región autónoma de Xinjiang y uno de los centros musulmanes de mayor importancia en la antigua China.
Por la Ruta de la Seda no circulaban solamente mercaderes con bienes de todos los reinos, sino también asaltadores, ladrones y pilluelos, por lo que los caminos no eran totalmente seguros. Así, lo peor que les podía pasar, era que por aquellos desfiladeros y glaciares se despeñara un camello, perdieran al animal y a su preciada carga, y además su estiércol, que utilizaban como combustible. Y aún era peor si el camello perdido transportaba comestibles. Casi en el 80 % de la Ruta no hay árboles; solo hielo, nieve y glaciares. Algunas caravanas no llegaron nunca a su destino. Unas eran asaltadas por bandas feroces de asesinos, que para hacerse con las mercancías no dudaban en matar, y otras veces, morían los caravaneros víctimas de accidentes o enfermedades. En cada localidad que paraban para descansar, debían proveerse de comida para un mes, por lo menos. No es de extrañar, que Plinio el Viejo dijese que la seda china era muy cara («gastos inmensos»).
La Ruta de la Seda también fue una vía por la que el budismo se extendió por toda Asia. Misioneros budistas de la India llevaron las enseñanzas de Buda desde la India a Taxila, de Taxila al Tíbet, del Tíbet a Dunhuang, donde penetró en China. Los conocimientos más avanzados de la época, propios de las Universidades Budistas de Nalanda, Vikramasila, Odantapuri, Vilabhi y Ratnagiri, entre otras, circularon asimismo de un país a otro junto con los peregrinos, monjes, maestros y discípulos que viajaban en busca de conocimientos o a llevar sabiduría a los monasterios del Tíbet, de Dunghuang o al complejo de monasterios en las Grutas de Mogao, en China. Igualmente, monjes de todos los países iban de peregrinaje a la India en misiones para encontrar manuscritos y textos budistas originales para traducirlos a las lenguas vernáculas de sus propias regiones y traer conocimientos nuevos en los campos de la filosofía budista, la medicina o la astronomía.
Paralelamente a los monjes budistas, también recorrieron esta ruta hacia el siglo V los monjes y misioneros cristianos nestorianos, quienes fundaron varias misiones en el trayecto, logrando un especial éxito entre los mongoles kitán, e incluso una misión en la capital occidental de la China, la ya citada Xi'an (estela de Singanfu), y los misioneros maniqueos que convirtieron a los turcos uigures de Turfán.
Más tarde, con el apogeo del Islam bajo la Dinastía Omeya (661-750), que quería controlar las más importantes líneas comerciales a China, tomó la mitad occidental de la Ruta de la Seda, y esta se vio interrumpida, ahogando el comercio de otras naciones con precios elevados y altas tasas. Este fue el principio del fin.
El aspecto más importante del entramado comercial de esta ruta es el papel de intermediarios que ejercían los comerciantes islámicos. Éstos, conscientes de los beneficios económicos que dejaba este trasiego comercial, no permitieron la entrada de comerciantes europeos o asiáticos en la ruta, convirtiéndose en los elementos que hacían funcionar el sistema. Las caravanas procedentes de Siria y Mesopotamia cruzaban todo el continente asiático para adquirir —a bajo precio— los productos que después venderían —a precios desorbitados— a los comerciantes o intermediarios europeos. Para ello, las caravanas hacían uso de una red de albergues urbanos llamados caravasares para pernoctar, protegerse y proveerse.
Para el mundo islámico, la Ruta supuso una excelente fuente de ingresos que se convirtió en la base de su economía. Para Europa, una sangría económica irrenunciable (los productos eran insustituibles). Como respuesta a este hecho, Europa se lanzó a buscar nuevas rutas marítimas, originando la era de los descubrimientos.

## Decadencia

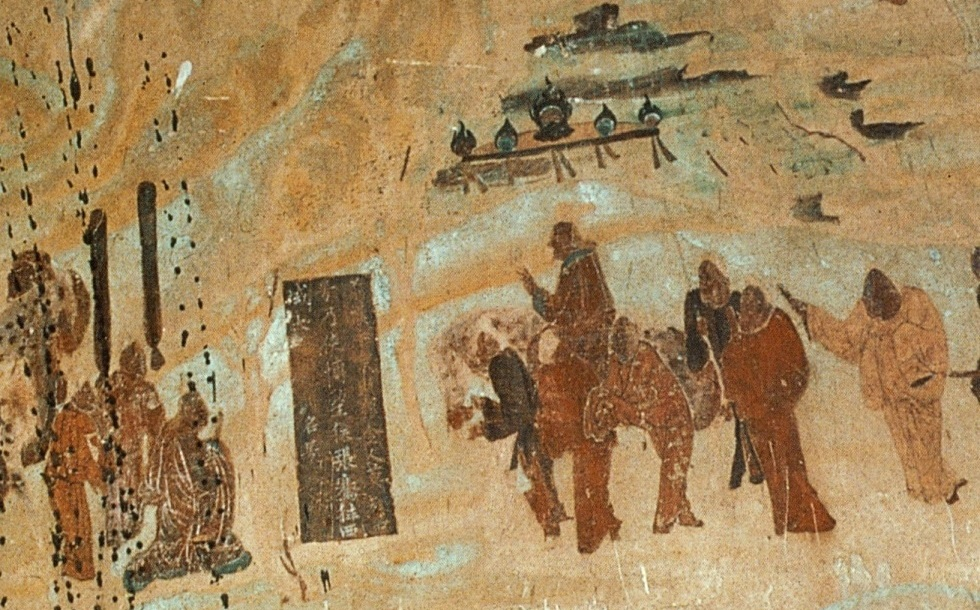
El viaje de Zhang Qian hacia Asia central.

Una nueva situación política en China (protagonizada por las dinastías Tang, Song y Yuan desde el siglo VII hasta mediados del siglo XIV) y una nueva realidad económica y cultural en Occidente hicieron posible el restablecimiento de nuevas relaciones entre las civilizaciones existentes que, junto a las mercancías, empezaron a intercambiarse también las ideas, los conocimientos artísticos, los idiomas y las religiones. Desde entonces, las Rutas de la Seda dejaron de ser caminos exclusivos de los comerciantes y de los militares, y empezaron a ser transitados cada vez con más frecuencia por intelectuales y por monjes de las principales religiones del mundo, que supieron también, como si fueran ávidos comerciantes del espíritu, intercambiarse entre ellos las enseñanzas de Buda, Confucio, Jesucristo y Mahoma.
Las civilizaciones y pueblos aumentaban así los intercambios económicos y culturales. La intensidad del comercio aumentaba incesantemente desde el siglo VIII, pero también crecían en igual o mayor proporción los asaltos, los saqueos, las confiscaciones y los asesinatos masivos.
Hacia el siglo XV, con el auge de la navegación y las nuevas rutas marítimas comerciales, así como el apogeo de los Imperios árabe, mongol y turco (selyúcidas y otomanos, ambos por igual en períodos distintos de tiempo) fue languideciendo lentamente la importancia de la Ruta de la Seda como principal arteria comercial aforeuroasiática, y algunas de las más florecientes e imponentes ciudades a lo largo de su recorrido fueron perdiendo importancia e influencia.
Al igual que la idea de los bienes religiosos o culturales, por la Ruta de la Seda se podía pasar la enfermedad y la infección. Los viajeros ayudaron a agentes patógenos se propagaran en poblaciones que no hayan heredado o adquirido inmunidad a ciertas enfermedades. Por lo que una epidemia podría tener consecuencias dramáticas. El caso más famoso es el de un brote de peste en el siglo XIV, la plaga estalló en China hacia el año 1330, esta usaba como vectores a los roedores y de los roedores a las pulgas y de las mismas a los seres humanos, siendo altamente contagiosa y (ante los conocimientos médicos de esa época) altamente letal. Durante mucho tiempo, la plaga apareció sólo en la provincia sureña china de Yunnan. A principios del siglo XIV las tropas mongolas dispersaron las pulgas infectadas, a continuación la peste se propagó rápidamente y los barcos comerciales (principalmente venecianos) complementarios a la Ruta de la Seda que partían de Kaffe (asediada por los mongoles) en la península de Crimea transportaron en el año 1348 la peste a la Europa mediterránea y luego llegó al centro de Europa. Esta propagación rápida de la peste negra fue ayudada en particular por el comercio de pieles, que portaban pulgas.

## Viajeros célebres

El monje budista Xuánzàng viajó a la India entre 629 y 645.

Xuánzàng (602-664) fue un célebre monje budista chino que viajó entre 629 y 645 a la India, visitando gran cantidad de monasterios en su camino, con el fin de obtener conocer más profundamente el budismo y obtener textos claves escritos en sánscrito, aumentando así considerablemente la cantidad de literatura budista disponible en China. Se le reconoce la traducción de unos 1330 fascículos de escrituras al chino. Sus teorías acerca de la percepción, la conciencia, el karma, el renacimiento, etc., arraigaron en las doctrinas budistas en China.
Du Huan fue un soldado y viajero chino que, luego de ser tomado prisionero por los árabes en la Batalla del Talas, en el año 751, recorrió trece países en Asia Central, Asia Occidental, África del Norte y Asia del Sur, ubicados en los actuales Uzbekistán, Kazajastán, Armenia, Siria, Irak, Irán, Kirguistán, Turkmenistán, Egipto, Marruecos y Sri Lanka. Fue el primer chino en llegar a África (Magreb). Escribió un libro de relatos de viaje que se perdió, pero fue parcialmente reproducido en la enciclopedia Tongdian, escrita entre 766 y 801.
Rabban Bar Sauma (c. 1220-1294) fue un monje nestoriano túrquico/mongol convertido a diplomático que alcanzó notoriedad por viajar desde la China controlada por los mongoles hasta las costas francesas del Atlántico. Inicialmente, su viaje era un peregrinaje en dirección a Jerusalén junto a Rabban Markos, uno de sus estudiantes. A causa de la inestabilidad militar que encontraron en el camino, nunca pudieron llegar a su destino, pero sí pasaron muchos años en Bagdad que estaba controlada por los mongoles. Markos fue finalmente elegido patriarca nestoriano, y posteriormente propuso que su maestro Rabban Bar Sauma fuera enviado en otra misión, como embajador mongol a Europa. El anciano monje conoció a numerosos monarcas europeos, así como al Papa, intentando establecer una alianza franco-mongola. La misión no rindió resultados, pero durante sus últimos años en Bagdad, Rabban Bar Sauma escribió sobre el viaje de su vida. Sus viajes tuvieron lugar antes del regreso de Marco Polo a Europa, y sus escritos proveen un punto de vista inverso de Oriente mirando a Occidente.
Marco Polo (1254-1324) no fue el primer europeo en recorrer la ruta, pues al menos Mateo Polo y Nicoló Polo (tío y padre de Marco, respectivamente) habían realizado un viaje similar antes de invitar a Marco Polo a tomar parte en la segunda expedición al khanato de China. La celebridad de este viajero no se debe a su novedad, sino a la descripción del viaje y las maravillas narradas mientras estaba en la cárcel, recogidas por otro preso en un libro manuscrito titulado Il Milione (El millón), más conocido en español como Los viajes de Marco Polo.
Algunos misioneros europeos también viajaron hacia el Oriente en la época Marco Polo. En 1245, Giovanni de Pian Carpine, acompañado por Esteban de Bohemia, viajaron hasta el Volga y llegaron a entrevistarse con Genghis Khan. Cuando llegaron a Karakorum presentaron al nuevo Khan la carta que les había dado el papa para que se convirtieran al cristianismo e hicieran frente común ante el islam. También, en 1254, Rubruquis junto con Bartolomé de Cremona fueron al centro de Asia por orden del rey de Francia, Luis IX, con la misión de convertir a los mongoles. Llegaron hasta Karakorum en 1254.

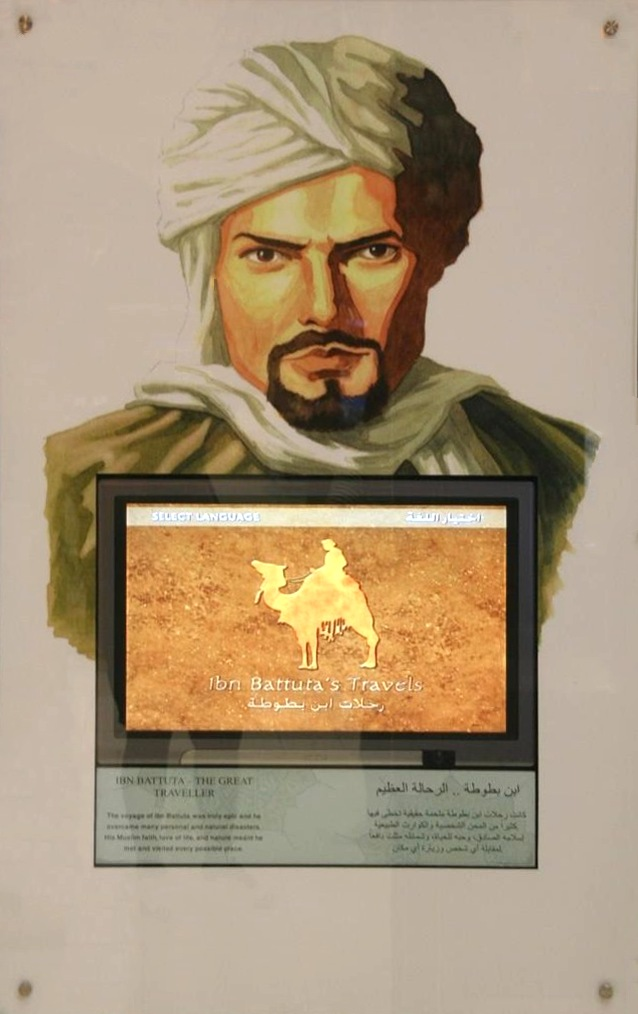
Ibn Battuta recorrió África, Europa y Asia hasta China en el.

Ibn Battuta (1304-1377) fue un viajero y explorador del Sultanato benimerín, nacido en Tánger (Marruecos), que es el más conocido de los grandes viajeros musulmanes. Célebre por haber realizado un viaje de 20 años de duración, que relató con detalle en una crónica dictada al estudioso granadino Ibn Yuzayy. Cubrió una distancia mayor que la de su contemporáneo italiano Marco Polo, recorriendo en total el oeste, centro y norte de África, parte del sur y el este de Europa, Oriente medio, la India, Asia central, el sureste asiático y China.
Durante la dinastía Ming, el almirante Zheng He (1371-1433), realizó siete célebres viajes marítimos entre 1405 y 1433, que ampliaron la Ruta de la Seda. Exploró el Sudeste asiático, Indonesia, Ceilán, la India, el golfo Pérsico, la península arábiga, el este de África hasta el canal de Mozambique, visitando 37 países. Es considerado el mayor explorador marítimo chino de la historia, así como el comandante de la armada más grande que conoció el mundo hasta la Primera Guerra Mundial.
Contemporáneamente con los viajes marítimos de Zeng He, se realizaron los viajes terrestres de Chen Cheng (1365-1457), otro célebre viajero y diplomático chino, que viajó a Persia y el Imperio timúrida. Escribió dos libros con sus relatos de viaje.
Durante el Renacimiento, otros europeos viajaron con posterioridad a Marco Polo al Imperio chino, a la corte del Hijo del Cielo: Jorge Pires, Fernão Pires y los jesuitas. Jorge Pires llegó en 1513 a las islas Lintín y Ferno Pires (mercader) hizo la primera factoría comercial europea en el estuario de Zhujiang. La Compañía de Jesús, en cambio, fue para evangelizar; el primer enviado fue el célebre Mateo Ricci en 1583, ganándose el favor del monarca y las clases privilegiadas.